# Sperling und die verlorenen Steine
Sperling und die verlorenen Steine ist ein deutscher Fernsehfilm von Guido Pieters aus dem Jahr 1997. Es handelt sich um die dritte Episode der ZDF-Kriminalfilmreihe Sperling mit Dieter Pfaff in der Titelrolle. Sperlings Team bilden Karsten Rohde, verkörpert von Benno Fürmann, Vera Kowalski (Petra Kleinert) und Norbert Wachutka (Hans-Joachim Grubel). Die Haupt-Gaststars dieser Folge sind Ernst Jacobi, Tamar van den Dop und Gisela Trowe.
Der Film entspringt einer Idee von Rolf Basedow und Dieter Pfaff.

## Handlung
Kriminalhauptkommissar Hans Sperling aus Berlin plant eine Urlaubsreise nach Lanzarote. Überraschend erscheint sein Team auf dem Flughafen, um ihn zu verabschieden. Sperling entscheidet sich jedoch um, da er, als seine Frau Jutta noch lebte, auch nie in den Urlaub geflogen sei und jetzt ohne sie, käme ihm das vor wie Verrat, erzählt er seinem in einem Altenheim befindlichen Vater. 
Für seine Mitarbeiter unverhofft erscheint Sperling am Tatort in einer Kneipe, wo ein älterer Mann erschossen worden ist. Man findet weder Spuren noch scheint es ein Motiv für diese Tat zu geben, da der erschossene Mann allseits beliebt war. Merkwürdig ist jedoch, dass Sperling im Saum der Jacke des Toten wertvolle Edelsteine mit einem besonderen Schliff findet. Gemeinsam mit seiner Mitarbeiterin Vera Kowalski besichtigt Sperling die Wohnung des Toten, bei dem es sich um Anselm Hasster handelt. Seine Wohnung gibt neue Rätsel auf, da sie so gar nicht zu dem eher bescheiden auftretenden Mann passen will. In einem Regal befinden sich Fotos und Filme, die in die 1940er-Jahre zurückführen. Sperling erkennt in einem der Männer „Diamanten-Herzog“, der bei der Polizei kein Unbekannter ist. Der Kommissar hegt den Verdacht, dass die Männer in Verbrechen verstrickt waren, bei denen man das Vermögen jüdischer Mitbürger an sich gebracht hat.
Sperling interessiert sich für Mara von Geldern, die auf dem Grundstück, das dem Haus, in dem Hasster wohnte, gegenüberliegt, einen Parkplatz betreibt und einen Wohnwagen besitzt. In von Gelderns Gesellschaft befindet sich Lichtblau, ein jüdischer älterer Herr, der sich geschworen hat, nie wieder Deutsch zu sprechen. Er hat, ebenso wie Mara  von Geldern, im Krieg Schlimmes durchgemacht. Sperling erkennt in Lichtblau den Mann wieder, der ihm am Flughafen aus einem ankommenden Flugzeug aus Israel aufgefallen war, da er dort ein mitreisendes Pferd in Empfang genommen hat. Von von Gelderns ebenfalls anwesender Nichte Sonja erfährt Sperling Näheres über das traurige Schicksal ihrer Tante, deren Vater vor dem Krieg ein angesehener Juwelier mit eigenem Geschäft war.
Nur wenig später erfolgt ein erneuter Anschlag auf Hans-Dietrich Herzog. Auch diesmal kann der Schütze fliehen, wird allerdings von Kowalski mit dem Motorrad verfolgt. Sperling kommt inzwischen zu der Überzeugung, dass Lichtblau nicht der Täter ist. Nun endlich kommt er auch mit dem älteren Herrn ins Gespräch und erfährt Details der traurigen Vergangenheit der jüdischen Familien Lichtblau und Von Geldern. Lichtblau war vor dem Krieg selbst einmal bei der Polizei und merkt an, dass Sperling eventuell auf seiner „Verdächtigenliste“ jemanden vergessen haben könnte. Das gibt dem Kommissar zu denken und er erweitert seine Suche auf den Zirkus, der gerade in der Stadt weilt. Dort befindet sich auch Alice Scupnik, die Sperling bereits in Gegenwart Herzogs aufgefallen war. Sie hatte zu Kriegszeiten Kontakt zu Hasster und Herzog und arbeitet im Zirkus, den sie auch führt, als Künstlerin. Scupnik erzählt, dass sie seinerzeit als Aufsicht im Amsterdamer Ghetto eingesetzt war und dort die beiden Herren kennengelernt habe. Nach dem Krieg sei sie „dummerweise“ nicht wie Hasster und Herzog im Westen gelandet, wo die beiden Herren ihren unrechtmäßig erworbenen Reichtum hätten genießen können, sondern erst bei den Russen und dann in der DDR. Sperling ist sich ziemlich sicher, dass Alice Scupnik sich jetzt „ihren Anteil“ hat holen wollen, und sich dazu eines albanischen Kunstschützen bedient hat, der ebenfalls im Zirkus arbeitet. In erster Linie geschah dies aus Enttäuschung darüber, dass Hasster, den sie zufällig wiedergetroffen hatte, sich überhaupt nicht mehr für sie interessierte, ja sie noch nicht einmal erkannte. Sie wandte sich dann Herzog zu, um sich auch an diesem mit Hilfe der Schießkünste des Albaners rächen zu können. Ein geplantes Manöver des Duos, das ihnen die Flucht hätte ermöglichen sollen, misslingt jedoch. Sie werden festgenommen.
Mara von Geldern hingegen wird an dem, was man ihr und ihrer Familie angetan hat, ein Leben lang schwer zu tragen haben.

## Produktion

### Produktionsnotizen; Dreharbeiten
Der Film wurde in Berlin und Umgebung gedreht. Die Aufnahmeleitung oblag Isabel Brandenburg und Catharina Bürger, die Produktionsleitung Hans-Dieter Tafelski und die Redaktion Klaus Bassiner und Alexander Ollig. Es handelt sich um eine Produktion der Polyphon Film- und Fernsehgesellschaft mbH im Auftrag des ZDF.

### Veröffentlichung
Diese Folge wurde am 1. März 1997 zur Hauptsendezeit erstmals im ZDF ausgestrahlt.
Diese dritte Episode der Reihe erschien zusammen mit allen weiteren 17 Folgen am 10. April 2015 auf DVD, herausgegeben von der Edel Germany GmbH. Außerdem wurde ab 2. Oktober 2006 von der Universum Film GmbH eine DVD-Box mit den ersten vier Filmen der Reihe aus den Jahren 1996/1997 veröffentlicht.

## Kritik
Die Kritiker der Fernsehzeitschrift TV Spielfilm gaben dem Film die bestmögliche Wertung, indem sie mit dem Daumen nach oben zeigten, für Humor und Anspruch je einen und für Spannung zwei von drei möglichen Punkten vergaben und feststellten: „Die Rolle des schwergewichtigen Kriminalisten ist Dieter Pfaff («Bruder Esel») wie auf den Leib geschnitten. Kein Wunder, die Reihe basiert auf seiner eigenen Idee.“ Fazit: „Brisanter Mix aus Krimi-spaß (sic!) und Polit-Lektion“.